# Microloxia herbaria
Microloxia herbaria är en fjärilsart som beskrevs av Jacob Hübner 1808. Microloxia herbaria ingår i släktet Microloxia och familjen mätare. Inga underarter finns listade i Catalogue of Life.